# Burgweg 22 (Braunfels)

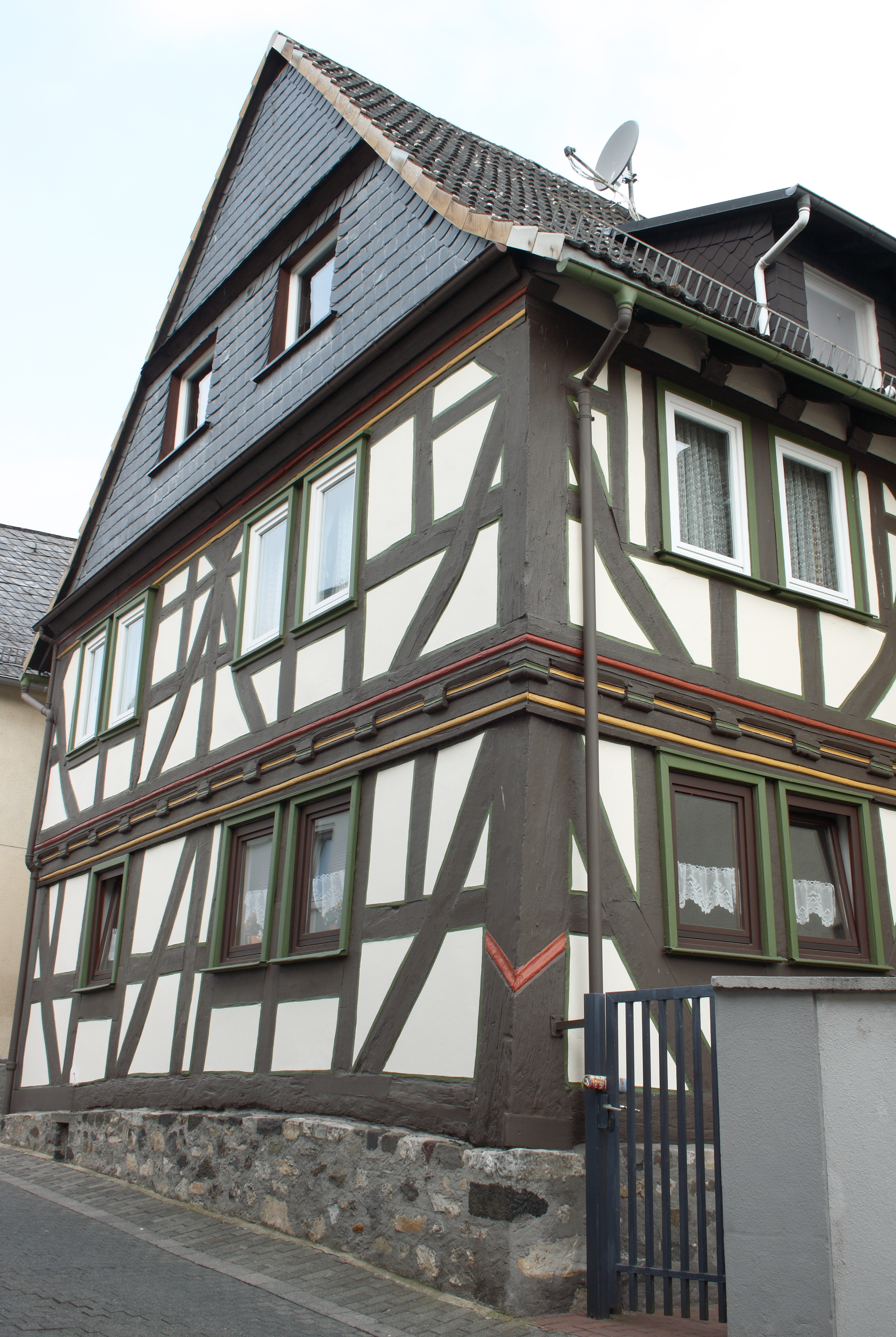
Burgweg 22 in Braunfels

Das Gebäude Burgweg 22 in Braunfels, einer Stadt im Lahn-Dill-Kreis in Hessen, wurde um 1700 errichtet. Das Fachwerkhaus ist ein geschütztes Baudenkmal.

## Beschreibung
Das breite, giebelständige Haus aus der Zeit um 1700 wurde über einem massiven Keller errichtet. Das Fachwerkgefüge hat einfache Streben und Mann-Figuren, die aus gebogenen Hölzern gefertigt sind. Am traufseitigen Eingang ist noch die barocke Türrahmung erhalten. 